# Heniochus singularius
Heniochus singularius är en fiskart som beskrevs av Smith och Radcliffe, 1911. Heniochus singularius ingår i släktet Heniochus och familjen Chaetodontidae. IUCN kategoriserar arten globalt som livskraftig. Inga underarter finns listade i Catalogue of Life.